# VONAPO 20
VONAPO 20 (VOjennyj NAbljudatělnyj POst) byla společná československo-sovětská zpravodajská ústředna (působící v Praze v letech 1936 až 1938) namířená proti Německu. Hlavním úkolem této zpravodajské agentury bylo provádět ofenzivní rozvědnou činnost mezi německými emigranty v Československu. Tyto aktivity vykonávala ústředna prostřednictvím vlastní agenturní sítě tvořené československými a německými agenty, informátory a dalšími spolupracovníky.

## Historie vzniku
V průběhu roku 1936 zahájila československá rozvědka systematickou práci mezi německými emigranty. Tato práce pramenila především z Československo - sovětské smlouvy o spolupráci podepsané v květnu roku 1935 se sovětskou zpravodajskou službou. Výsledkem této spolupráce bylo i zřízení společné agenturní ústředny zpravodajských služeb ČSR a SSSR. Ta sídlila v Praze, kde operovala pod krycím označením VONAPO 20. VONAPO 20 zahájil svoji činnost dne 27. května 1936. Principiálně se práce této agenturní ústředny shodovala s činností dřívější československo - francouzské Poste Mixte.  V čele nové zpravodajské ústředny VONAPO 20 stál zkušený pracovník druhého oddělení Hlavního štábu (tehdejší vojenské zpravodajské služby) major Karel Paleček.  (V jeho rukou bylo veškeré řízení agenturní práce.) Chod agentury VONAPO 20 zajišťovali finančně sověti. Prostřednictvím zástupce sovětské vojenské rozvědky GRU (Glavnoje Razvedivatěľnoje Upravlenije - Hlavní správa rozvědky) přiděleného k expozituře VONAPO 20 pak také mohli zadávat této výzvědné síti vlastní zpravodajské požadavky. 

## Fungování
Za účelem výměny zpravodajských informací se uskutečnily celkem dvě společné zpravodajské konference. Kromě nich ale výměna informací probíhala pouze jednosměrně - z Prahy do Moskvy. Rusové žádné informace neposkytovali. Zpravodajská ústředna VONAPO 20 spolupracovala s cizineckým oddělením pražského policejního ředitelství. Jako tipaře pro výběr agentů se využívalo německých emigrantů. Ofenzivní rozvědka, kterou VONAPO 20 realizoval, přinesla do konce roku 1937 více než 1300 agenturních schůzek. Kromě stovek zpráv bylo získáno i 140 původních německých dokumentů. V roce 1937 VONAPO 20 pomáhal organizovat transport sovětských důstojníků a specialistů do Španělska (zmítaného občanskou válkou). Spolupráce se sovětskými zpravodajci zároveň znamenala ukončení spolupráce s polskými zpravodajskými službami. (Poláci podezřívali Čechy, že poskytují sovětům československé území pro špionáž proti Polsku.)

### Konkrétní výsledky činnosti VONAPO 20
Do konce roku 1937 měla zpravodajská ústředna VONAPO 20 v evidenci celkem 623 lidí, o jejichž spolupráci uvažovala, tedy takzvaných zájmových osob. Z těchto osob bylo nakonec vybráno 24 agentů v Německu, pět v Rakousku a dva v severních Čechách. Tito agenti dodali více než jeden tisíc zpráv a 140 dokumentů. Náklady na tyto informace činily 726 tisíc korun.
V průběhu let 1937 až 1938 se podařilo postupně obstarat nejrůznější materiál:
- služební příručky,
- rozkazy nižších jednotek,
- výnosy německých ministerstev a
- další úřední spisy.[2][6]

K těm významnějším materiálům patřily například
- služební předpis wehrmachtu pro výcvik protitankových jednotek,[6]
- návody pro používání šifrovacího stroje Enigma,
- program návštěvy italské delegace v podnicích těžkého a chemického průmyslu na jaře roku 1937[6] nebo
- směrnice pro konání velkých dělostřeleckých manévrů v červnu 1938.[2]

### Někteří spolupracovníci VONAPO 20
- Major letectva RNDr. Josef Jedlička zahájil zpravodajskou spolupráci s agenturní sítí této společné vojenské zpravodajské ústředny VONAPO 20 pravděpodobně již od roku 1937 a to nejspíše na doporučení důstojníka Československé vojenské zpravodajské služby majora Karla Palečka, s nímž se osobně znal z období společného působení v československých legiích v Rusku.[1] Jedlička uměl jak německy tak rusky a zároveň měl zkušenosti z výkonu funkce zpravodajského důstojníka při Zemském vojenském velitelství (ZVV) v Užhorodě a Úřadu vojenského atašé v Budapešti v první polovině 20. let dvacátého století.[1]

- V rámci VONAPO 20 rovněž působil i budoucí odbojový spolupracovník RNDr. Josefa Jedličky, spisovatel, cestovatel a radioamatér Otakar Batlička.[1]

Někteří spolupracovníci VONAPO 20
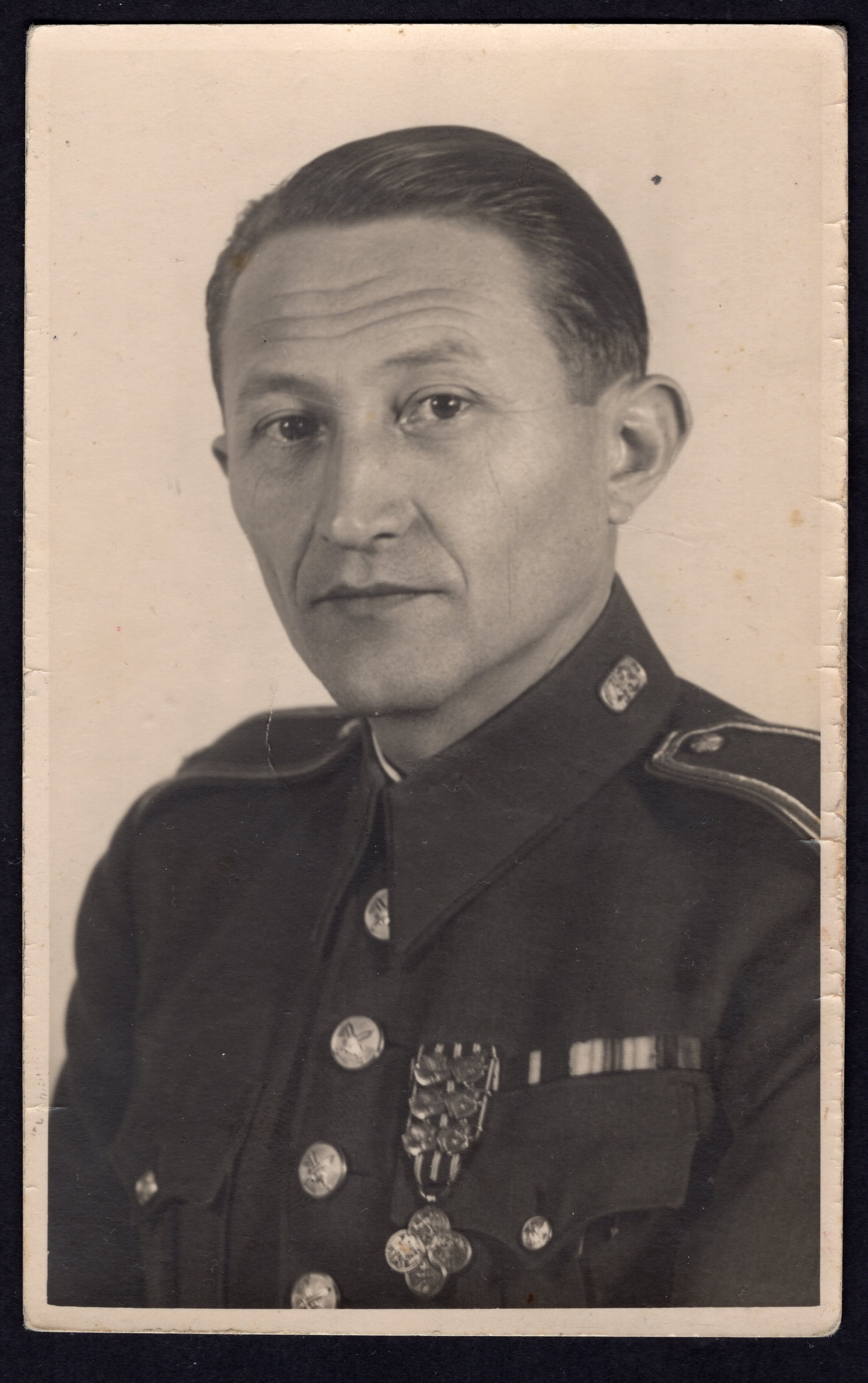
RNDr. Josef Jedlička
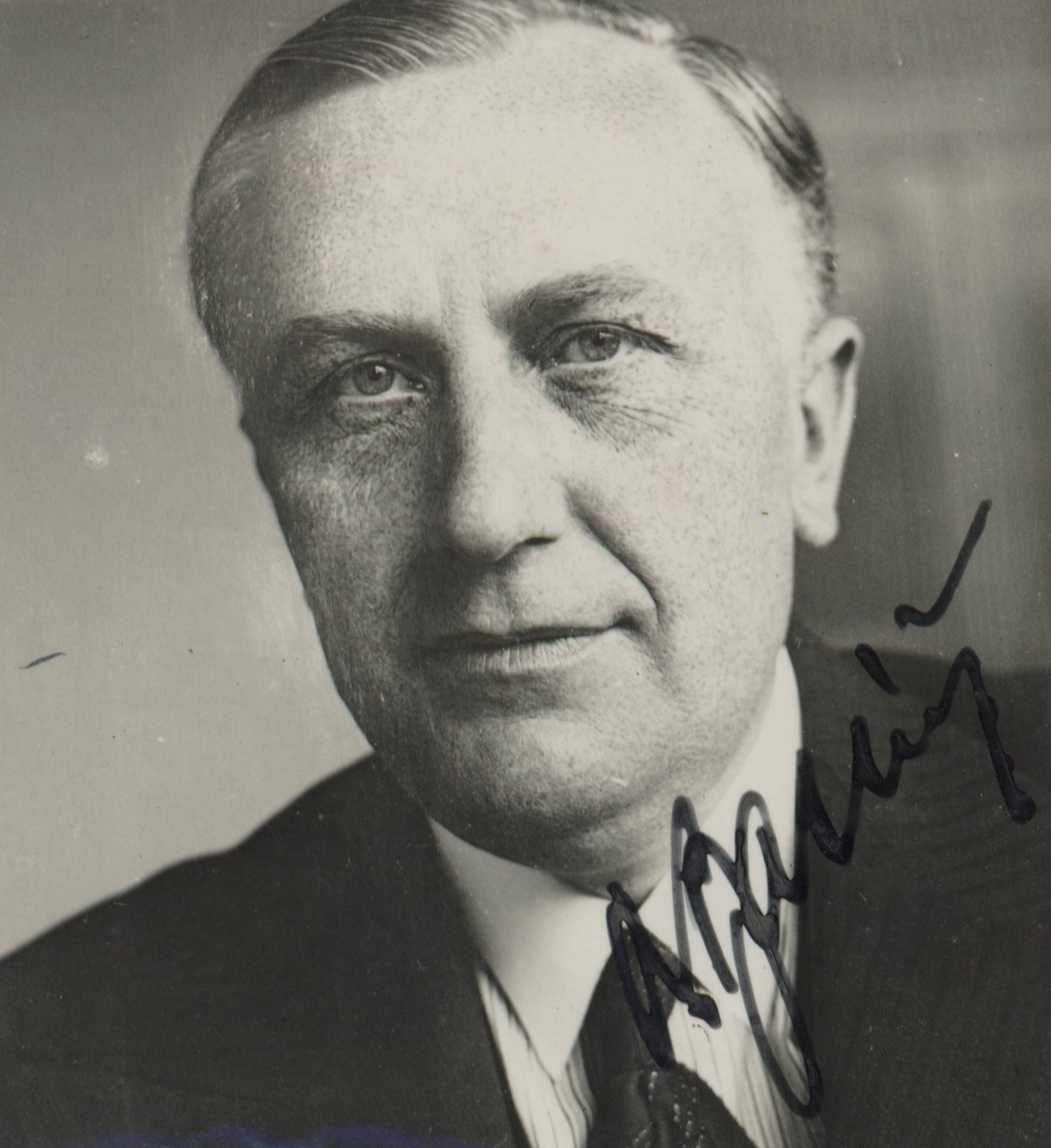
Otakar Batlička

## Historie zániku
Po konferenci v Mnichově v září 1938 ztratilo agenturní zpravodajství (jakož i budování rozsáhlých špionážních sítí) smysl. Nový nábor agentů byl zastaven v říjnu 1938 a stávající zpravodajská síť byla silně zredukována. Tajná válka proti Německu byla postupně omezována a v prosinci roku 1938 došlo ke zrušení všech předsunutých agenturních ústředen v Čechách a na Moravě. Bylo sice místo nich zřízeno Agenturní ústředí proti Německu (APÚN), ale jeho cílem již nebylo plnění ofenzivních zpravodajských úkolů.
Ukončení činnosti společné zpravodajské ústředny vojenských zpravodajských služeb ČSR a SSSR VONAPO 20 v podzimních měsících roku 1938 donutilo rezidenturu GRU v Praze k tomu, aby od počátku roku 1939 a v průběhu následujícího roku 1940 začala urychleně vytvářet a obnovovat svoji novou vlastní síť agentů, informátorů a důvěrníků s cílem odhalování německých válečných příprav.